# Території США
Території США (англ. Territories of the United States) — території, що знаходяться в підпорядкуванні влади США, але не є частиною будь-якого з штатів чи округу Колумбія. Вони класифікуються за поділом на інкорпоровані або неінкорпоровані та на організовані або неорганізовані.
- Інкорпоровані території - ті, на яких Конгрес США встановив у повному обсязі дію Конституції США, включаючи надання громадянства її мешканцям. Така територія вважається невід'ємною складовою Сполучених Штатів Америки та не може бути виведена з її складу.
- Організовані території - ті, на яких Конгрес США організував місцеву владу. Неорганізовані ж території знаходяться під прямим управлінням уряду Сполучених Штатів Америки.

## Інкорпоровані організовані території
Перехідна форма управління перед отриманням повноцінних прав штату. Певна частина з теперішніх штатів утворилась саме з подібних територій, переважно в процесі їх подальшого дроблення та розмежування (наприклад, Орегон, Монтана, Айдахо, Вашингтон та ін.). Після того як у серпні 1959 р. Територія Гаваї отримала права штату подібних адміністративних форм у складі США більше немає.

## Інкорпоровані неорганізовані території
| Прапор             | Назва           | Регіон                 | Площа  | Населення | Столиця |
| ------------------ | --------------- | ---------------------- | ------ | --------- | ------- |
| неофіційний прапор | Пальміра (атол) | Полінезія, Тихий океан | 12 км² | 4-20      |         |

До інкорпорованих неорганізованих територій також прирівнюють:
- Територіальні води США в межах 12 морських миль;
- Кораблі під прапорами США, що знаходяться у відкритому морі.

## Неінкорпоровані організовані території
| Прапор | Герб | Назва                           | Регіон                    | Площа      | Населення | Столиця         |
| ------ | ---- | ------------------------------- | ------------------------- | ---------- | --------- | --------------- |
|        |      | Гуам                            | Мікронезія, Тихий океан   | 543 км²    | 159 358   | Хагатна         |
|        |      | Північні Маріанські Острови     | Мікронезія, Тихий океан   | 463,63 км² | 77 000    | Сайпан          |
|        |      | Пуерто-Рико                     | Кариби, Атлантичний океан | 9 104 км²  | 3 667 084 | Сан-Хуан        |
|        |      | Американські Віргінські Острови | Кариби, Атлантичний океан | 346,36 км² | 106 405   | Шарлотта-Амалія |

## Неінкорпоровані неорганізовані території
| Прапор             | Герб | Назва              | Регіон                    | Площа    | Населення | Столиця   |
| ------------------ | ---- | ------------------ | ------------------------- | -------- | --------- | --------- |
|                    |      | Американське Самоа | Полінезія, Тихий океан    | 199 км²  | 57 345    | Паго-Паго |
|                    |      | Бейкер             | Тихий океан               | 2,1 км²  | 0         |           |
|                    |      | Гауленд            | Тихий океан               | 1,62 км² | 0         |           |
|                    |      | Джарвіс            | Полінезія, Тихий океан    | 4,5 км²  | 0         |           |
| неофіційний прапор |      | Джонстон           | Тихий океан               | 2,67 км² | 0-200     |           |
|                    |      | Риф Кінгмен        | Полінезія, Тихий океан    | 18 км²   | 0         |           |
|                    |      | Вейк               | Мікронезія, Тихий океан   | 7,1 км²  | до 200    |           |
|                    |      | Мідвей             | Тихий океан               | 6,2 км²  | 0         |           |
|                    |      | Навасса            | Кариби, Атлантичний океан | 5,4 км²  | 0         |           |
|                    |      | Серранілла банк    | Кариби, Атлантичний океан | 350 км²  | 0         |           |
|                    |      | Бахо-Нуево         | Кариби, Атлантичний океан | 110 км²  | 0         |           |

Також до неінкорпорованих неорганізованих територій можуть бути віднесені землі, що орендуються США в інших країн (наприклад для створення військових баз). Їх точних правовий статус залежить від умов конкретних договорів США з відповідними країнами.